# The Well (Betty Goes Green)
Pour les articles homonymes, voir The Well.
Albums de Betty Goes Green
Hedonic Tone
(1996) Dreamers & Lovers
(2000)
The Well est le cinquième album du groupe de rock belge Betty Goes Green sorti en 1998.

## L'album
The Well marque le retour de Betty Goes Green sur une major (Sony). L'album a été enregistré à Bruxelles par Marc Verhoeven et à Londres par James Loughrey.

Tous les titres ont été composés par le groupe. Toutes les paroles sont de Luc Crabbé et Nathalie Duyver.

## Les musiciens
- Luc Crabbé : voix, guitare
- Tony Gezels : basse
- Joël Bacart : batterie
- Nathalie Duyver : piano, claviers, voix

## Les titres
1. The Well - 3 min 33 s
2. Louise Is Louis Now - 3 min 05 s
3. Have I Turned Into Me ? - 4 min 17 s
4. Two Steps - 3 min 22 s
5. Mighty Red Balloon - 3 min 15 s
6. Bittermint - 3 min 28 s
7. Home - 4 min 54 s
8. Colourshade - 3 min 55 s
9. Without Me - 3 min 02 s
10. Helmet - 4 min 08 s
11. Outside - 3 min 37 s
12. Don't Get Me Wrong - 3 min 45 s

## Informations sur le contenu de l'album
The Well, Helmet, Two Steps et Home sont sortis en single.